# وادي تينا

وادي تينا، قمة تيليرا

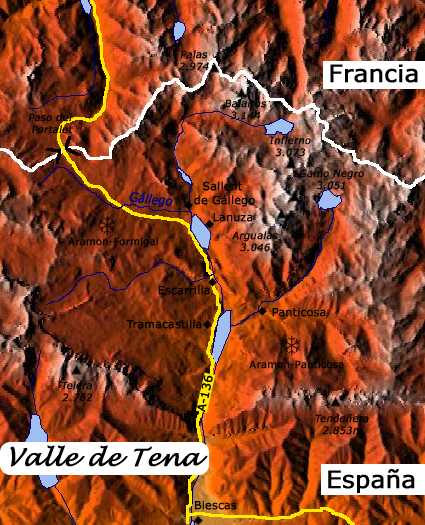
خريطة وادي تينا

وادي تينا هو وادٍ يقع في الجانب الجنوبي من البرانس في كوماركا في مقاطعة وشقة (مقاطعة)، ويعبره نهر غاليخو من الشمال إلى الجنوب. أهم مدنه سالينت دي غاليخو. هذا الوادي محاطٌ بجبالٍ يصل ارتفاعها إلى 3000 متر كجبال باليتوس ولا غران فاشا.
من المدن التي تشكّل جزءاً من الوادي: ساينت دي غاليغو وفيها منتج تزلج فورميغال ولانوزا وإسكاريا وغيرها.

## وصلات خارجية
- معلومات عن وادي تينا